# Pirates (film, 1986)
Cet article concerne le film de Roman Polanski. Pour le film pornographique, voir Pirates (film pornographique).
Pour les articles homonymes, voir Pirates (film).
Pour plus de détails, voir Fiche technique et Distribution.
Pirates est un film d'aventures franco-tunisien co-écrit et réalisé par Roman Polanski, sorti en 1986.
Ce long métrage est présenté hors compétition et projeté au Festival de Cannes en mai 1986, date de sa sortie nationale en France.

## Synopsis
En 1672, perdus au beau milieu de l'Atlantique sur un radeau de fortune, le capitaine anglais Red et son comparse français La Grenouille sont à court d'eau et de vivres. Si le premier est un homme bourru et avare ne pensant qu'à l'or, l'autre est un jeune fougueux qui se bat pour l'honneur. En bref, tout les oppose.
Ils sont bientôt recueillis par un galion espagnol, Le Neptune, commandé par Don Alfonso Felipe Salamanca de la Torré. Immédiatement enfermés à fond de cale, ils découvrent dans les soutes du navire un trône en or massif du roi inca Capatec Hanahuac. Dès lors, le capitaine Red ne pense plus qu'à une chose, s'en emparer. La Grenouille lui est davantage attiré par Dolorès, l'une des nobles du navire. Red fomente donc une mutinerie dans l'équipage en convainquant les marins des mauvais traitements que leur font subir leurs officiers et, ensemble, ils réussissent à s'emparer du galion.
Les mutins le détournent ensuite vers une île des Antilles, où le capitaine tente de revendre les otages officiers, religieux et Dolorès, mais en vain. Toutefois, à l'issue d'une beuverie, les officiers espagnols réussissent à se libérer, à reprendre le contrôle du Neptune et à le ramener à Maracaibo.
Déterminé, le capitaine Red achète alors un brick et se lance à sa poursuite. Une fois en ville, il parvient à échanger Dolorès, qui n'est autre que la nièce du gouverneur de la ville, contre le trône. Cependant, lui et la Grenouille, toujours amoureux de la jeune femme, sont capturés et condamnés à mort. Pendant que le galion vogue pour l'Espagne avec le trône à son bord, le capitaine et la Grenouille sont libérés par les pirates. Leur brick se lance une nouvelle fois à la poursuite du Neptune et parvient à le rattraper nuitamment. S'ensuit un combat entre les marins du Neptune qui met à mal les deux navires. Plusieurs Espagnols, dont Don Alfonso à qui Dolorès a été promise, parviennent à s'enfuir en canot. Le capitaine Red, de son côté, profite de la confusion pour s'emparer du trône à bord du canot du brick avec La Grenouille qui, lui, perd sa bien-aimée.
Les deux compères se retrouvent donc en plein océan comme au début.

## Fiche technique
- Titre international : Roman Polanski's Pirates
- Titre français : Pirates
- Réalisation : Roman Polanski, assisté de John Lvoff (non crédité)
- Scénario : Gérard Brach et Roman Polanski avec la collaboration de John Brownjohn
- Storyboard : Gaëtan et Paul Brizzi
- Direction artistique : Pierre Guffroy
- Costumes : Anthony Powell
- Maquillages : Marie-Hélène Duguet
- Photographie : Witold Sobociński
- Son : Laurent Quaglio
- Montage : Hervé de Luze et William Reynolds
- Musique : Philippe Sarde
- Production : Tarak Ben Ammar ; Umberto Sambucco (co-production)
- Sociétés de production : Accent-Cominco et Carthago Films
- Société de distribution : A.M.L.F.
- Budget : 40 000 000 dollars[1]
- Pays d'origine :  France et  Tunisie
- Langues originales : anglais, français et espagnol
- Format : couleur
- Genre : aventure, cape et épée
- Durée : 124 minutes
- Dates de sortie :
  - France : 8 mai 1986 (Festival de Cannes et sortie nationale)
  - États-Unis : 18 juillet 1986

## Distribution
- Walter Matthau (VF : Henri Virlogeux) : le capitaine Thomas Bartholomew Red
- Cris Campion (VF : Lui-même) : Jean-Baptiste, dit La Grenouille
- Damien Thomas (en) (VF : Claude Giraud) : Don Alfonso Felipe Salamanca de la Torré
- Charlotte Lewis : Dolores
- Richard Pearson : le Padre
- Olu Jacobs : Boumako
- Ferdy Mayne :  le capitaine Linares
- David Kelly : le chirurgien
- Roy Kinnear : le Hollandais
- Bill Fraser (en) : le gouverneur
- Luc Jamati : Pépito Gonzalez
- Emilio Fernández : Angelito
- Tony Peck : l'officier espagnol
- Daniel Emilfork : Hendrik, le secrétaire
- Carole Fredericks : l'amie du Capitaine Red à la taverne du Hollandais

## Production

### Genèse et développement
Le scénario du film est conçu par Roman Polanski et Gérard Brach durant huit mois, après le rachat des droits sur l'histoire au producteur Arnon Milchan. Les deux hommes voulaient créer une satire de films de pirates.
Cependant, la quête des capitaux pour le film dure des années. Les majors, d'abord intéressées, se désistent les unes après les autres. En effet, d'une durée initiale de 3h30, le film est trop cher à produire. C'est finalement Tarak Ben Ammar qui accepte de le faire.

### Attribution des rôles
Dans le projet original, Jack Nicholson devait jouer le capitaine Red et Polanski celui de La Grenouille. Isabelle Adjani devait interpréter Dolorès.
Le rôle de Don Alfonso est initialement prévu pour Timothy Dalton, ce dernier a d'ailleurs commencé les répétitions avant de quitter le projet.

### Tournage

#### Lieux
Le tournage a lieu entre Malte et la Tunisie ainsi qu'aux Seychelles.

#### Bateaux

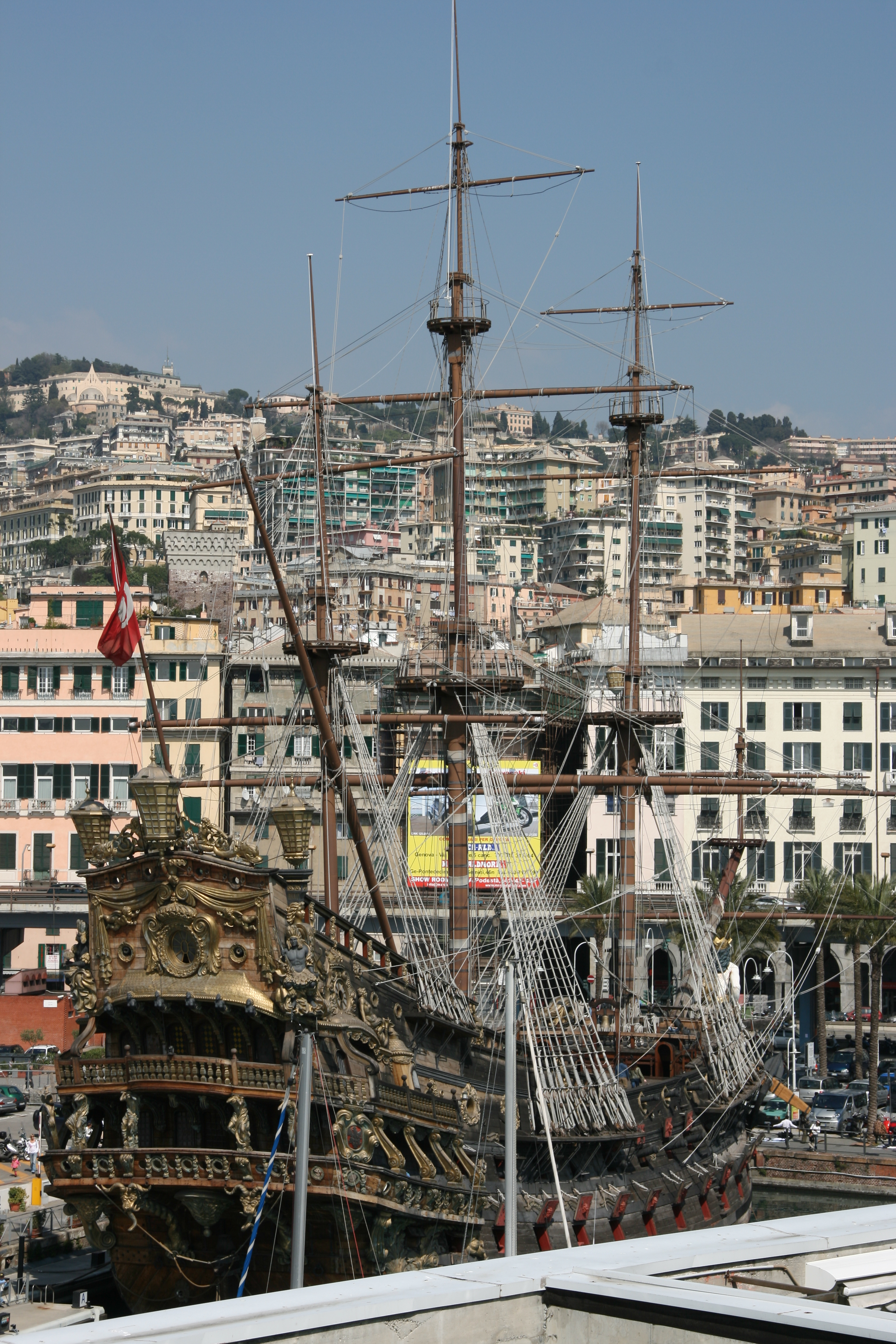
Galion construit pour le film (Gênes en Italie).

- Le galion espagnol Le Neptune est dans un premier temps établi sous la houlette de Milchan comme un élément de décor. Conformément à la volonté de Polanski d'avoir un vrai bateau au lieu d'une maquette, le galion est construit à l'arsenal de Port El-Kantaoui (Tunisie) en avril 1984. À cause de son réalisme, la construction nécessite pas moins de 2 000 ouvriers. Après presque deux ans de travail, le galion est enfin achevé pour un coût total de 8 000 000 dollars. Lloyd's l'assure pour 30 000 000 dollars. Sa perte aurait signifié l'abandon du film[2].  Le galion, à échelle 1, reproduit plus ou moins le type de navire espagnol du XVIe siècle. Une grande partie est construite en bois, à commencer par la coque au-dessus de la ligne de flottaison, le reste étant en acier (mâts supérieurs et coque sous la ligne de flottaison) ou en matériau composite maquillé. Il est également équipé d'un moteur de 400 chevaux et enregistré en Tunisie comme un appareil navigable. Il est ensuite réutilisé comme décor pour l'émission télévisée Mission Pirattak puis offert par Tarak Ben Ammar à la ville de Cannes lors du Festival de Cannes 1987, durant lequel on le trouve à quai dans le vieux port. Il est actuellement amarré dans le port de Gênes en Italie et sert d'attraction touristique.
- Le brick est acheté à Sousse puis démonté. L'équipe n'a gardé que la coque. Le mât et la cabine ont dû être refaits[2].

## Accueil
Le film est un cuisant échec commercial, rapportant environ 6 341 000 dollars au box-office mondial pour un budget de 40 000 000 dollars. En France, il a plus de succès, réalisant 1 939 268 entrées.

## Distinctions

### Récompenses
- César 1987 :
  - Meilleurs décors pour Pierre Guffroy
  - Meilleurs costumes pour Anthony Powell

### Nominations
- Festival de Cannes 1986 : sélection officielle (hors compétition)
- César 1987 : Meilleur espoir masculin pour Cris Campion
- Oscars 1987 : Meilleure création de costumes pour Anthony Powell